# Johannes Haller
Johannes Evangelist Haller (ur. 30 kwietnia 1825 w St. Martin in Passeier, zm. 5 maja 1900 w Salzburgu) – austriacki duchowny rzymskokatolicki, kardynał.

## Życiorys
Święcenia kapłańskie przyjął 21 maja 1848. W latach 1874–1880 biskup pomocniczy trydencki i tytularny biskup Adraha. sakrę biskupią otrzymał 14 października 1874 z rąk kardynała Maximiliana Josepha von Tarnóczego metropolity Salzburga. 20 grudnia 1880 przeniesiony na urząd biskupa pomocniczego archidiecezji Salzburga. 26 czerwca 1890 mianowany arcybiskupem metropolitą Salzburga. 10 sierpnia 1890 odbył ingres do archikatedry w Salzburgu. Kreowany kardynałem na konsystorzu 29 listopada 1895 przez papieża Leona XII. 25 czerwca 1896 otrzymał kościół tytularny S. Bartolomeo all’Isola.  